# العلاقات النرويجية الليبيرية
العلاقات النرويجية الليبيرية هي العلاقات الثنائية التي تجمع بين النرويج وليبيريا.

## مقارنة بين البلدين
هذه مقارنة عامة ومرجعية للدولتين:
| وجه المقارنة                                              | النرويج                                                   | ليبيريا      |
| --------------------------------------------------------- | --------------------------------------------------------- | ------------ |
| المساحة (كم2)                                             | 385.21 ألف                                                | 111.37 ألف   |
| عدد السكان (نسمة)                                         | 5.33 مليون                                                | 4.73 مليون   |
| الكثافة السكانية (ن./كم²)                                 | 13.84                                                     | 42.47        |
| العاصمة                                                   | أوسلو                                                     | مونروفيا     |
| اللغة الرسمية                                             | بوكمول، لغات السامي، نينوشك، اللغة النرويجية              | لغة إنجليزية |
| العملة                                                    | كرونة نروجية                                              | دولار ليبيري |
| الناتج المحلي الإجمالي (بليون دولار)                      | 398.83 مليار                                              | 2.16 مليار   |
| الناتج المحلي الإجمالي (تعادل القوة الشرائية) بليون دولار | 322.23 مليار                                              | 3.76 مليار   |
| الناتج المحلي الإجمالي الاسمي للفرد دولار أمريكي          | 74.40 ألف                                                 | 455          |
| الناتج المحلي الإجمالي للفرد دولار أمريكي                 | 65.61 ألف                                                 | 842          |
| مؤشر التنمية البشرية                                      | 0.944                                                     | 0.430        |
| رمز المكالمات الدولي                                      | +47                                                       | +231         |
| رمز الإنترنت                                              | .no                                                       | .lr          |
| المنطقة الزمنية                                           | ت ع م+01:00، ت ع م+02:00، توقيت وسط أوروبا، أوروبا/أوسلو ‏ | 00           |

## منظمات دولية مشتركة
يشترك البلدان في عضوية مجموعة من المنظمات الدولية، منها:
| علم المنظمة | اسم المنظمة                               | تاريخ انضمام النرويج | تاريخ انضمام ليبيريا |
| ----------- | ----------------------------------------- | -------------------- | -------------------- |
|             | مؤسسة التنمية الدولية                     | 24 سبتمبر 1960       | 28 مارس 1962         |
|             | البنك الإفريقي للتنمية                    | 1963                 | ?                    |
|             | مؤسسة التمويل الدولية                     | 20 يوليو 1956        | 28 مارس 1962         |
|             | منظمة حظر الأسلحة الكيميائية              | ?                    | ?                    |
|             | الأمم المتحدة                             | 27 نوفمبر 1945       | 2 نوفمبر 1945        |
|             | الاتحاد الدولي للاتصالات                  | 1866                 | 10 أكتوبر 1927       |
|             | منظمة الشرطة الجنائية الدولية             | ?                    | ?                    |
|             | البنك الدولي للإنشاء والتعمير             | 27 ديسمبر 1945       | 28 مارس 1962         |
|             | الاتحاد البريدي العالمي                   | ?                    | ?                    |
|             | المركز الدولي لتسوية المنازعات الاستشارية | 15 سبتمبر 1967       | 16 يوليو 1970        |
|             | وكالة ضمان الاستثمار متعدد الأطراف        | 9 أغسطس 1989         | 12 أبريل 2007        |
|             | يونسكو                                    | 4 نوفمبر 1946        | 6 مارس 1947          |

## وصلات خارجية
- موقع وزارة الخارجية النرويجية
- موقع وزارة الخارجية الليبيرية